# Емилија
Емилија је женско хришћанско име. Потиче од латинске речи aemulus, што значи „супарница”. Користи се у Литванији, Летонији, Словенији, Србији и Хрватској. Слично порекло има и мушки облик имена – Емилијан. Оба имена се налазе у календару православне цркве и присутна међу европским народима од давнина.

## Имендани
Имендани се славе у Летонији 22. маја и Литванији 30. јуна.

## Популарност
У Литванији је ово име 2005. године било на трећем, а 2007. на другом месту по популарности. У Србији је од 2003. до 2005. било на 34. месту.

## Изведена имена
Од ових имена изведена су имена: Емил, Емилијана, Ема, Емилије, Милија, Милијан, Милијана и Милијанко.